# Велика жупа Лашва-Глаж

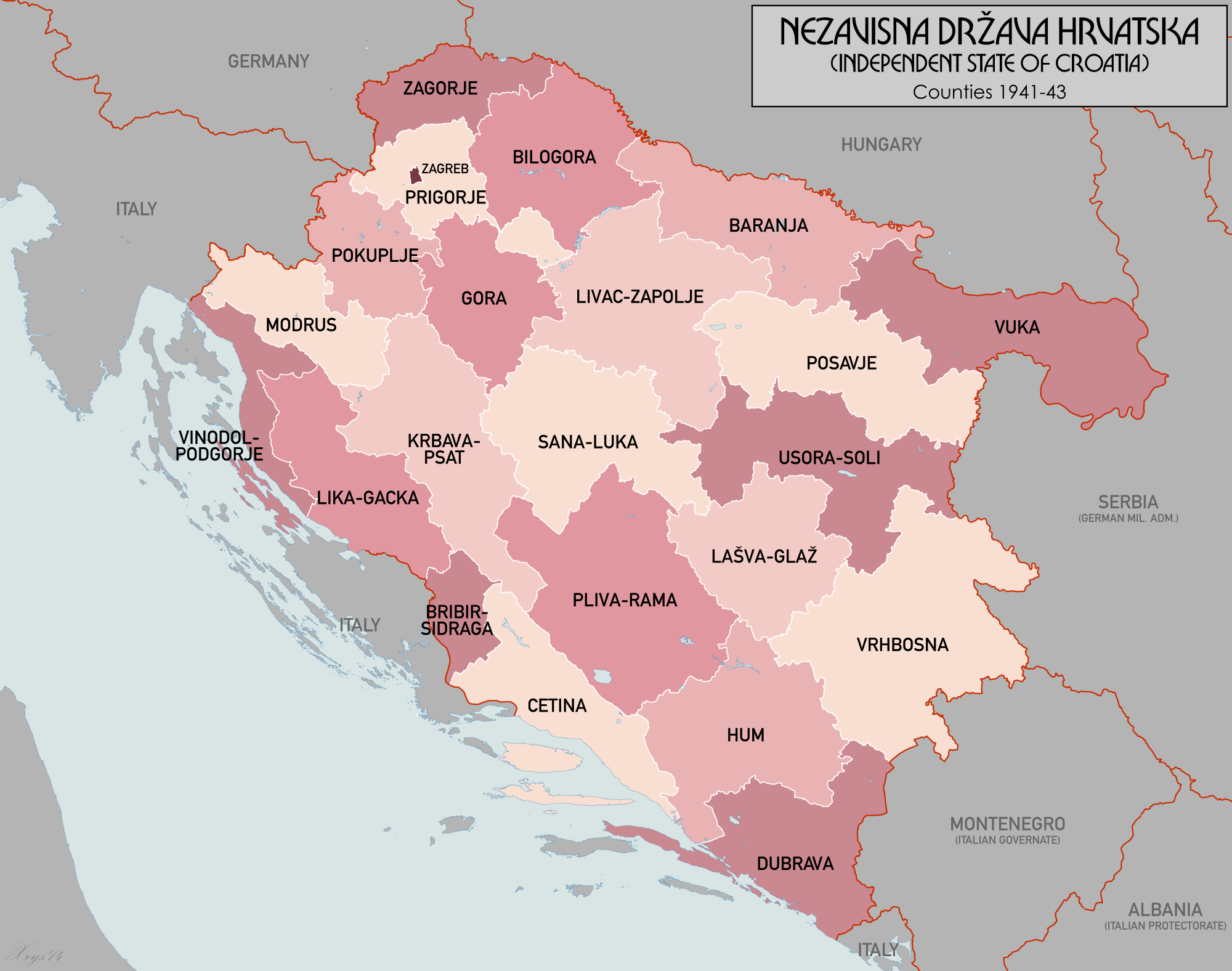
Адміністративний поділ НДХ

Велика жупа Лашва-Глаж (хорв. Velika župa Lašva-Glaž) — адміністративно-територіальна одиниця Незалежної Держави Хорватії, що існувала з 20 червня 1941 до 5 липня 1944 на території сучасної Боснії та Герцеговини. Адміністративний центр — Травник. 
Цивільною адміністрацією у великій жупі керував великий жупан, якого призначав поглавник (вождь) Анте Павелич.
Велика жупа поділялася на райони, які називалися «котарські області» (хорв. kotarske oblasti) і збігалися в назві з їхніми адміністративними центрами. Велика жупа Лашва-Глаж включала такі котарські області:
- Фойниця,
- Травник,
- Високо,
- Зениця
- Жепче
- Кладань (16 серпня 1941 р. відокремлено і приєднано до великої жупи Усора-Солі)
- Завидовичі (під назвою «котарська іспостава» (хорв. kotarska ispostava))

Крім того, в окрему адміністративну одиницю було виділено місто Травник.
Район Фойниця ділився на громади (муніципалітети): Брестовсько (центр – Громіляк), Бусовача, Фойниця, Кіселяк і Крешево.

Район Травник складали громади: Біла (центр – Гуча-Гора), Бучичі (центр – Стойковичі), Турбе і Вітез.

Район Високо складався з громад: Грачаниця (центр – Велико-Чайно), Квалупи (центр – Чифлук), Кралєва-Сутєска, Мокроноге (центр – Донє-Моштре), Планина (центр – Ковачичі-Округлиця), Подгора (центр – Жупча), Вареш, Високо, Згоще (центр – Какань-Майдан).

Район Зениця складали громади: Брнич (центр – Селці-Врполє), Горня Зениця (центр – Зениця), Граховиця (центр – Немила), Страняни (центр – Подбрежє-Странкоси), Враца та Зениця.

Район Жепче охоплював громади: Новий Шехер, Возуча (центр – Гаре), Завидовичі та Жепче. 
З реорганізацією великих жуп у НДХ на підставі Постанови про великі жупи від 5 липня 1944 велику жупу Лашва-Глаж розформовано і шляхом об'єднання частини території цієї великої жупи (райони Травник, Зениця, Жепче і місто Зениця) з територією розформованої великої жупи Плива і Рама утворено нову велику жупу Лашва-Рама, пізніше перейменовану на Лашва-Плива. Райони Фойниця і Високо відійшли до великої жупи Врхбосна.